# Омбур-От
Омбур-От (фр. Hombourg-Haut) — коммуна во французском департаменте Мозель региона Лотарингия. Относится к кантону Фремен-Мерлебак. 

## География

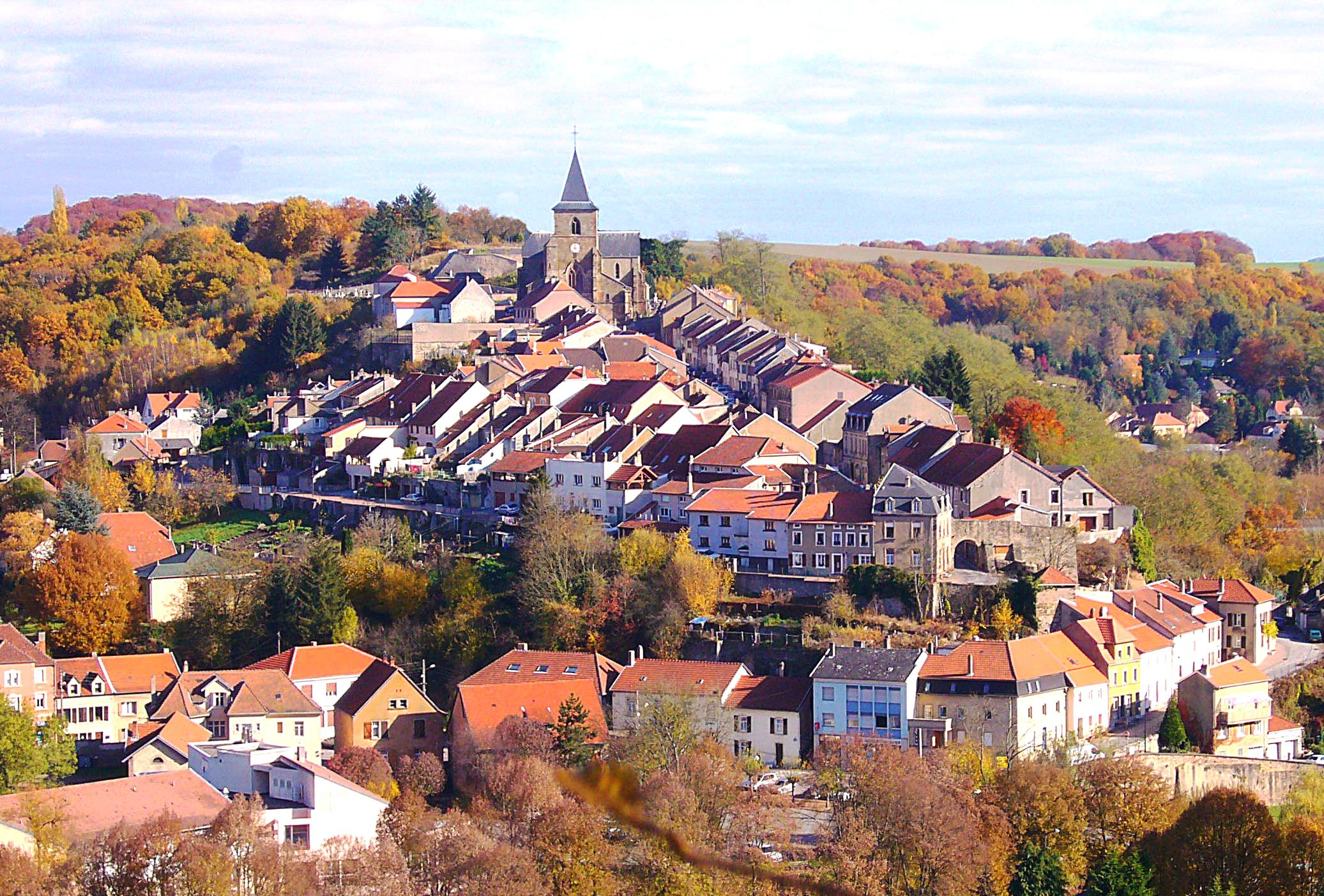
Омбур-От, средневековый квартал.

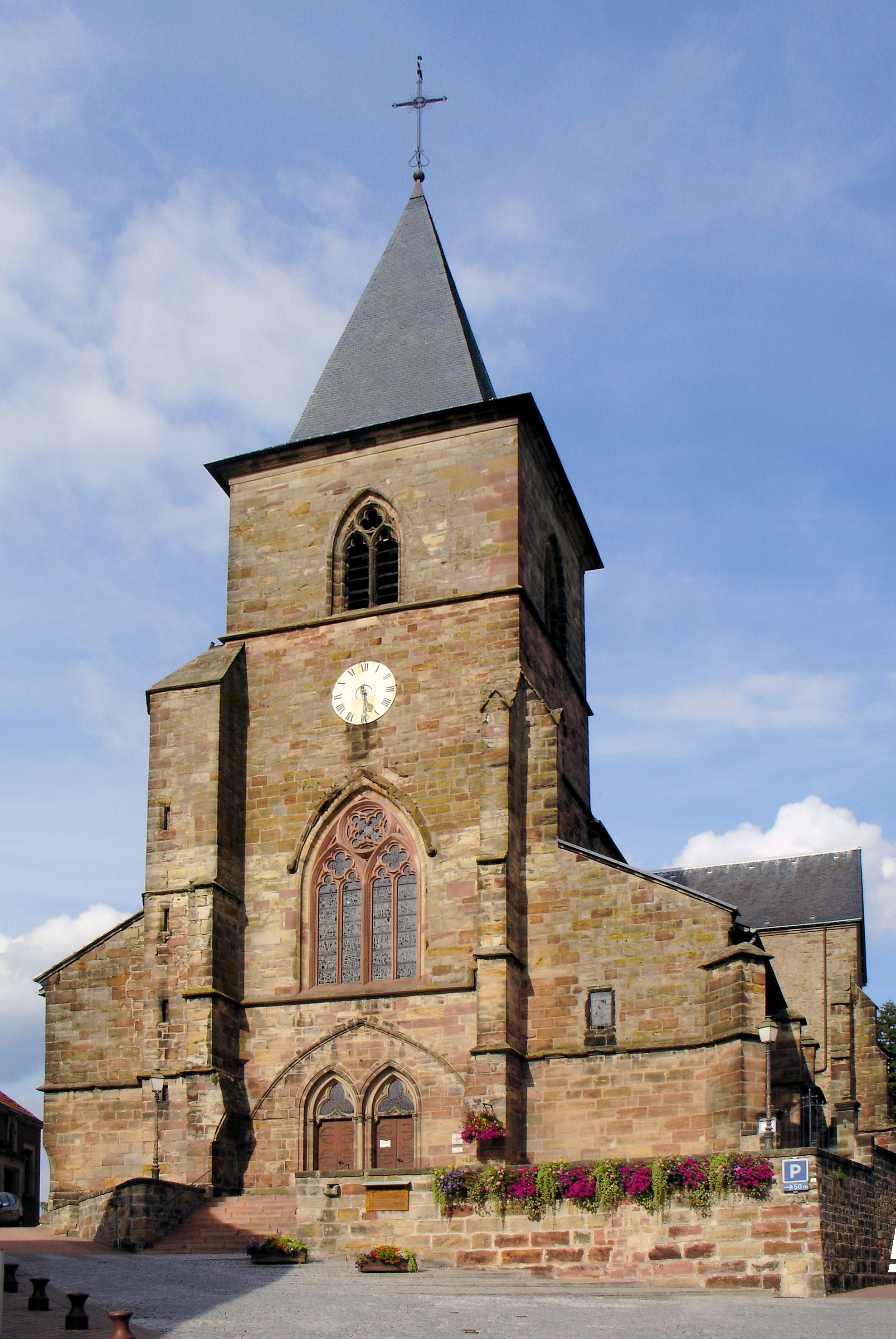
Храм Сент-Этьен.

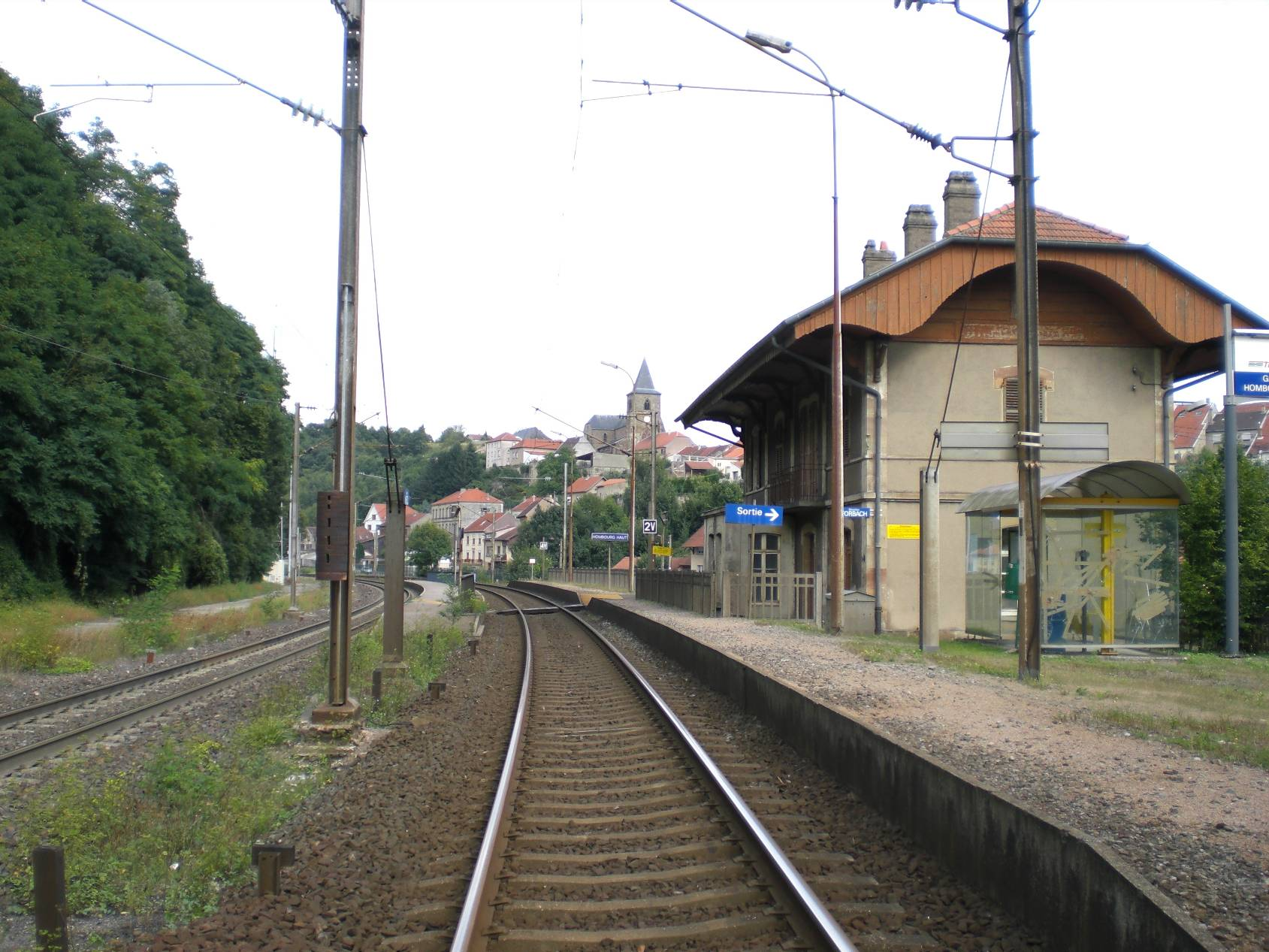
Железнодорожный вокзал Омбур-От.

Омбур-От расположен в 360 км к востоку от Парижа, в 115 км к западу от Страсбурга и в 50 км к востоку от Меца. Город расположен на реке Россель. Выделяются кварталы Старый Омбур, Ле-Шен, Ла-Шапель, Ланганбер, Ривьера, Нижний Омбур и Эллерен.

## История
- Поселение Нижний Омбур образовалось вокруг старого замка последнего графа Омбур Хьюго де Люневиль-Мец, который умер без наследников в 1151 году. За Омбур началась борьба между герцогом Лотарингии и епископом Меца. После успешной осады города одним из сеньоров епископата город до XVI века находился под властью епископов.
- Постепенно старый замок приходил в упадок. Начиная с 1245 года епископ Меца с 1239 по 1260 годы Жак де Лорэн начал строительство нового замка, который вскоре стал местопребыванием адвокатуры Омбур-Сент-Авольд. В это время начался средневековый расцвет города.
- В 1572 году сен;орат Омбур купил Генрих I де Гиз. После целого ряда смены правителей Омбур оказался у герцога Лотарингии и в 1766 году вместе с Лотарингией вошёл в состав Франции.
- Омбур сильно пострадал в ходе Тридцатилетней войны. В 1637 году Ришельё приказал разрушить замок. Город был опустошён и пришёл в упадок, активность перешла в соседнее поселение Эллерен. В результате он былого величия остался лишь небольшой провинциальный город, а все его военные и административные функции отошли к Сент-Авольду.
- В 1758 году в Омбур была построена первая домна на Росселе. В 18-19 веках Омбур возродился как центр металлургии.
- После поражения Франции во франко-прусской войне 1870—1871 годов вместе с Эльзасом и департаментом Мозель был передан Германии по Франкфуртскому миру и вновь стал называться Карлинген.
- Был возвращён Францией после Первой мировой воины по Версальскому мирному договору в 1918 году.
- После Второй мировой войны Омбур стал особенно быстро развиваться благодаря угольной промышленности. Появились новые кварталы Ле-Шен, Ла-Шапель, Ривьера. В 1801 году в городе насчитывалось 1 507 жителей, а к 1968 году, когда население достигло максимума, в нём проживал 10 571 человек.

## Демография
По переписи 2011 года в коммуне проживало 7 250 человек.

## Достопримечательности
- Остатки старого замка Нижний Омбур.
- Руины замка 1240-1245 годов.
- Старые ворота города.
- Руины замка Эллерен.
- Замок д’Оссан (XVIII век), ныне мэрия.
- Могила Луи Теодора Гуви.
- Старое кладбище израэлитов.
- Храм Сент-Этьен (XIII-XV века).
- Церковь Сен-Тома в Машране (XVIII век) на месте церкви 1758 года.
- Часовня Сент-Катрин (1260).

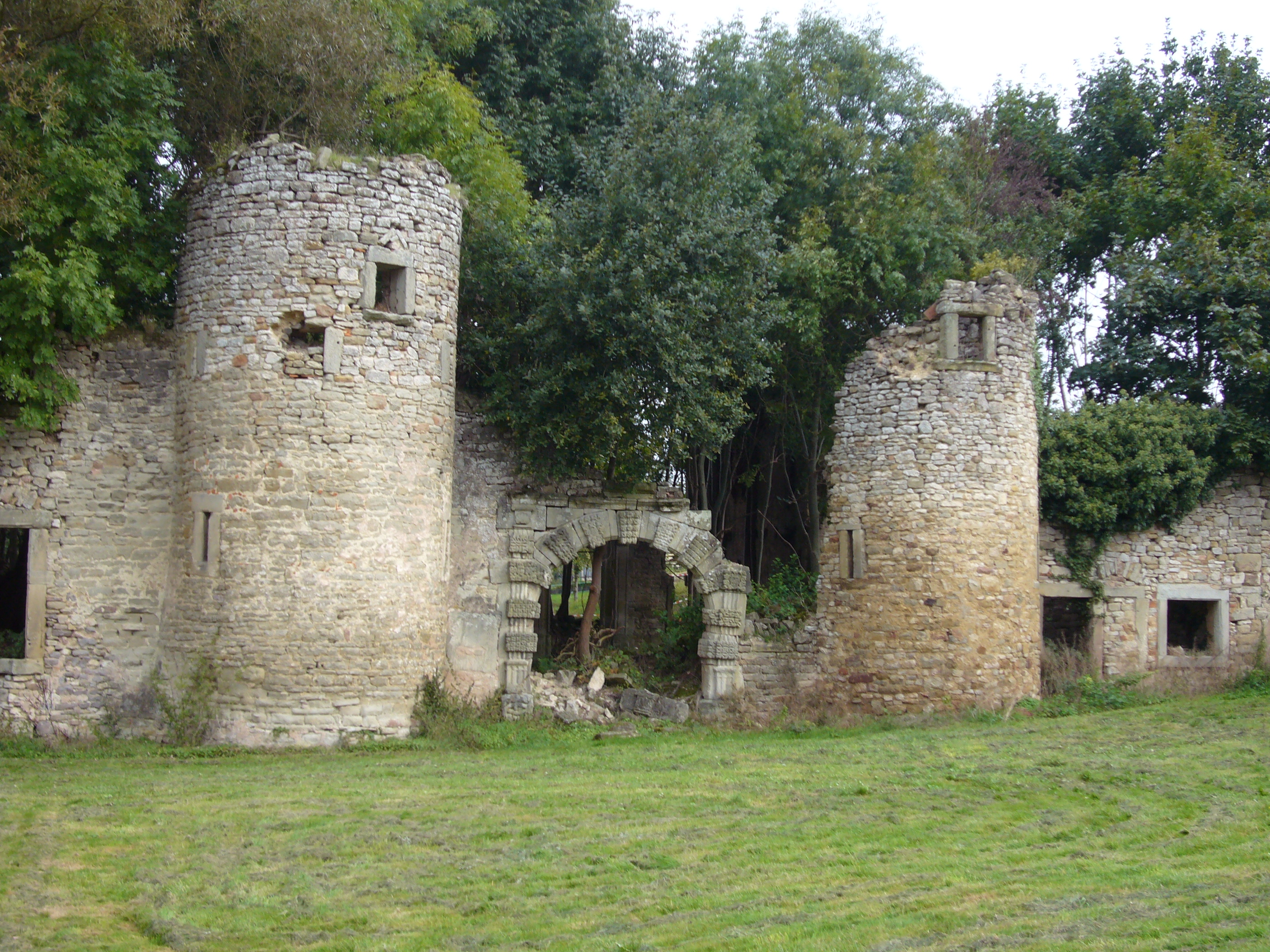
Руины замка Эллерен.
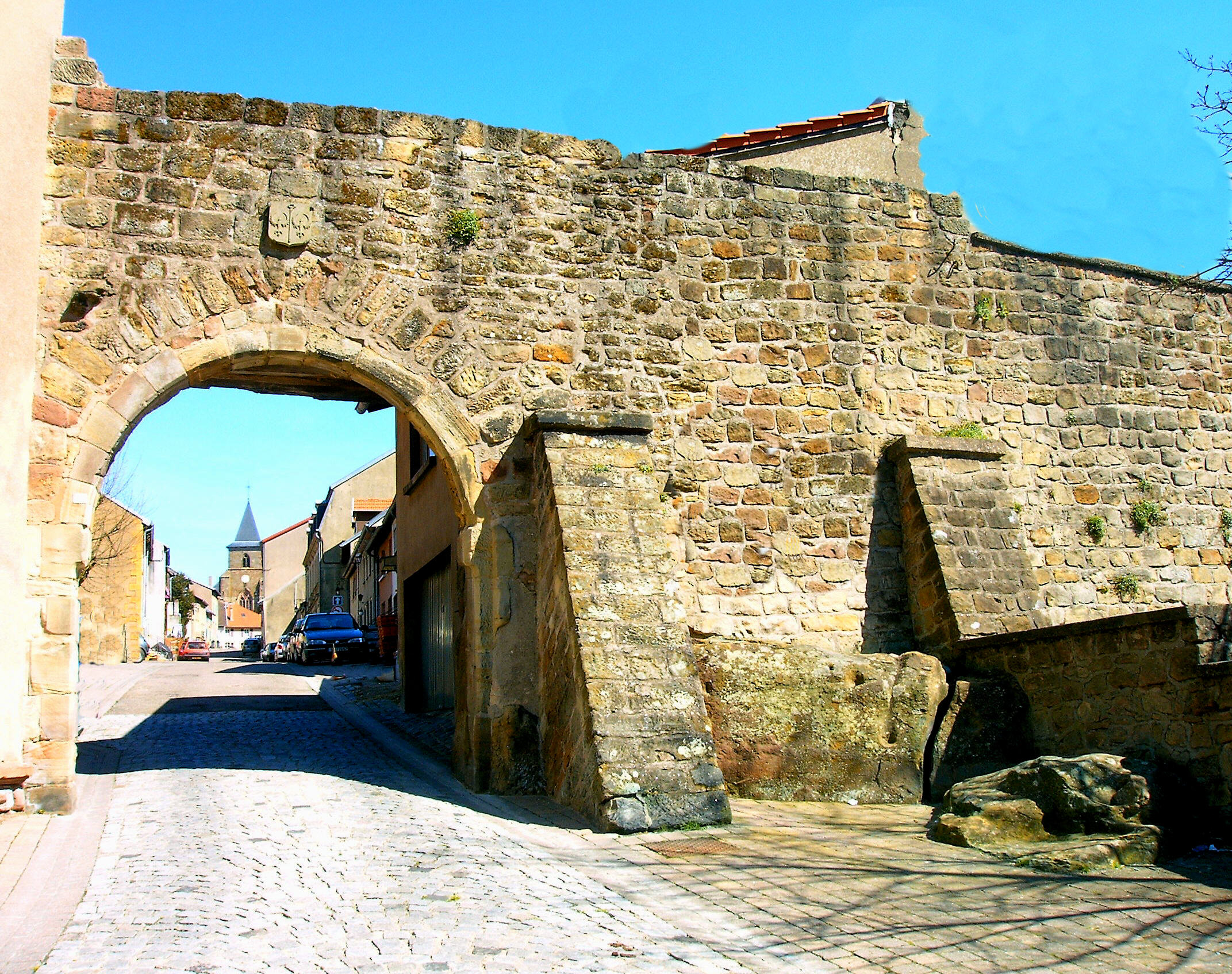
Старые ворота.
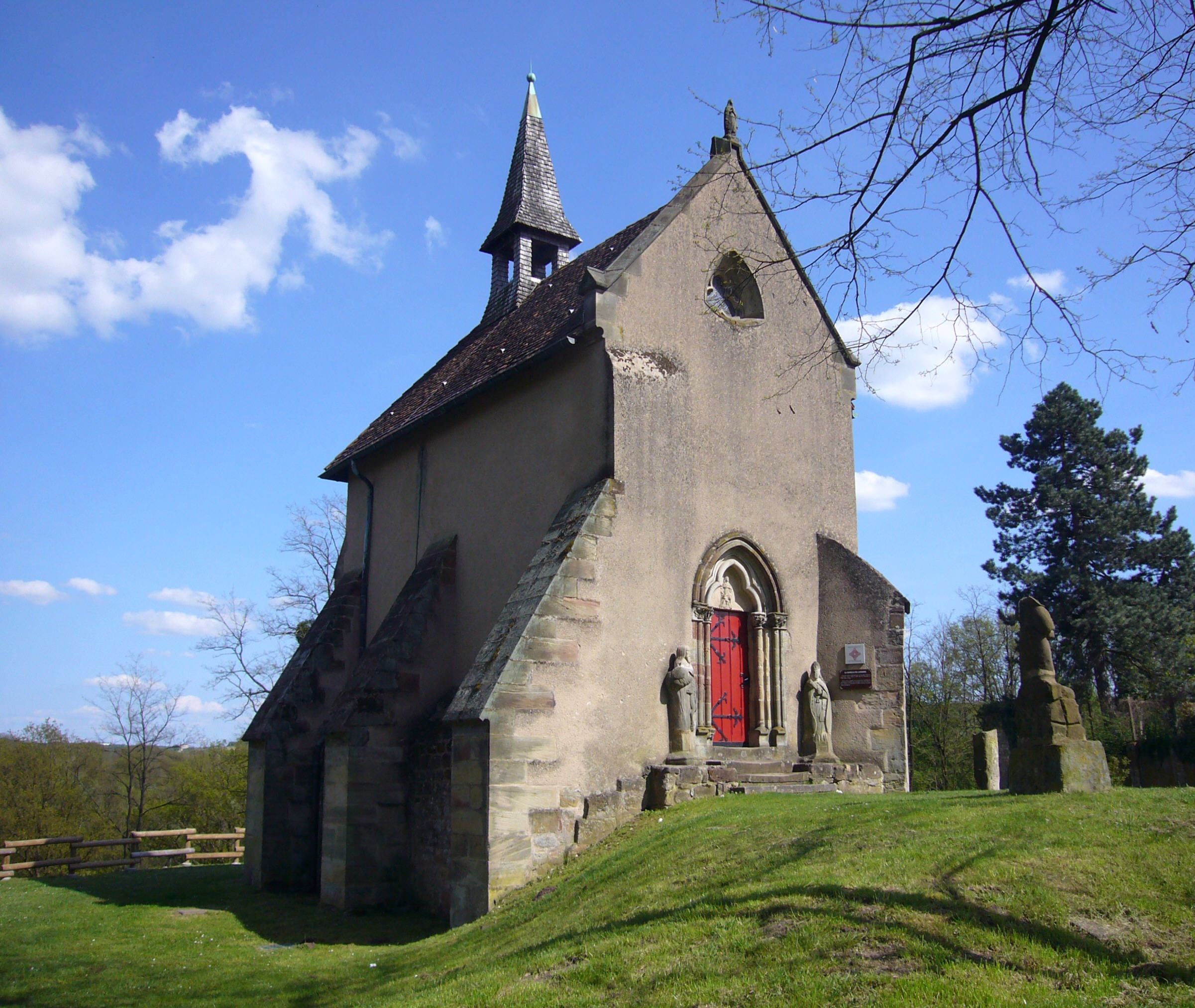
Часовня Сент-Катрин (XIII век).
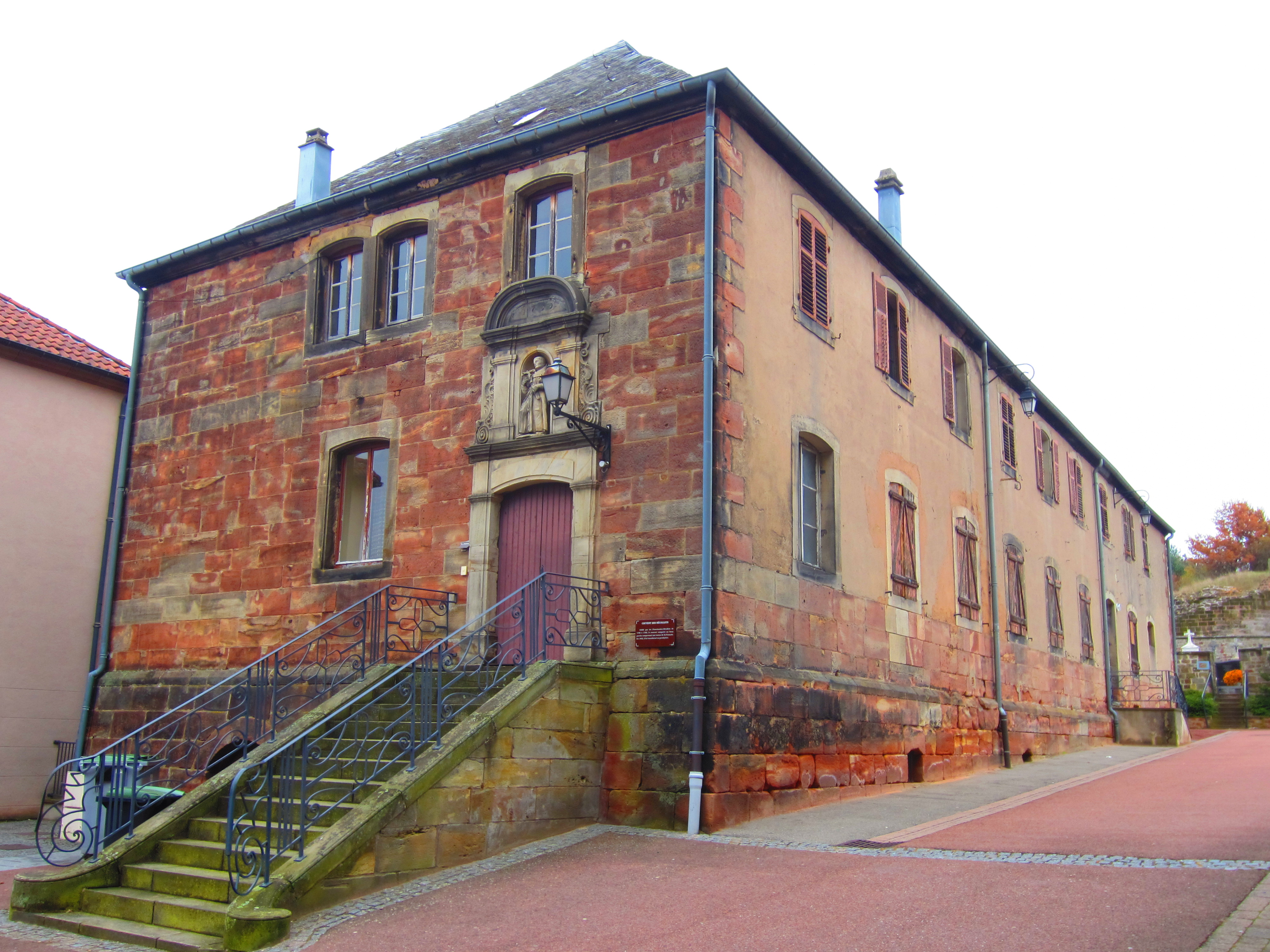
Францисканский женский монастырь.
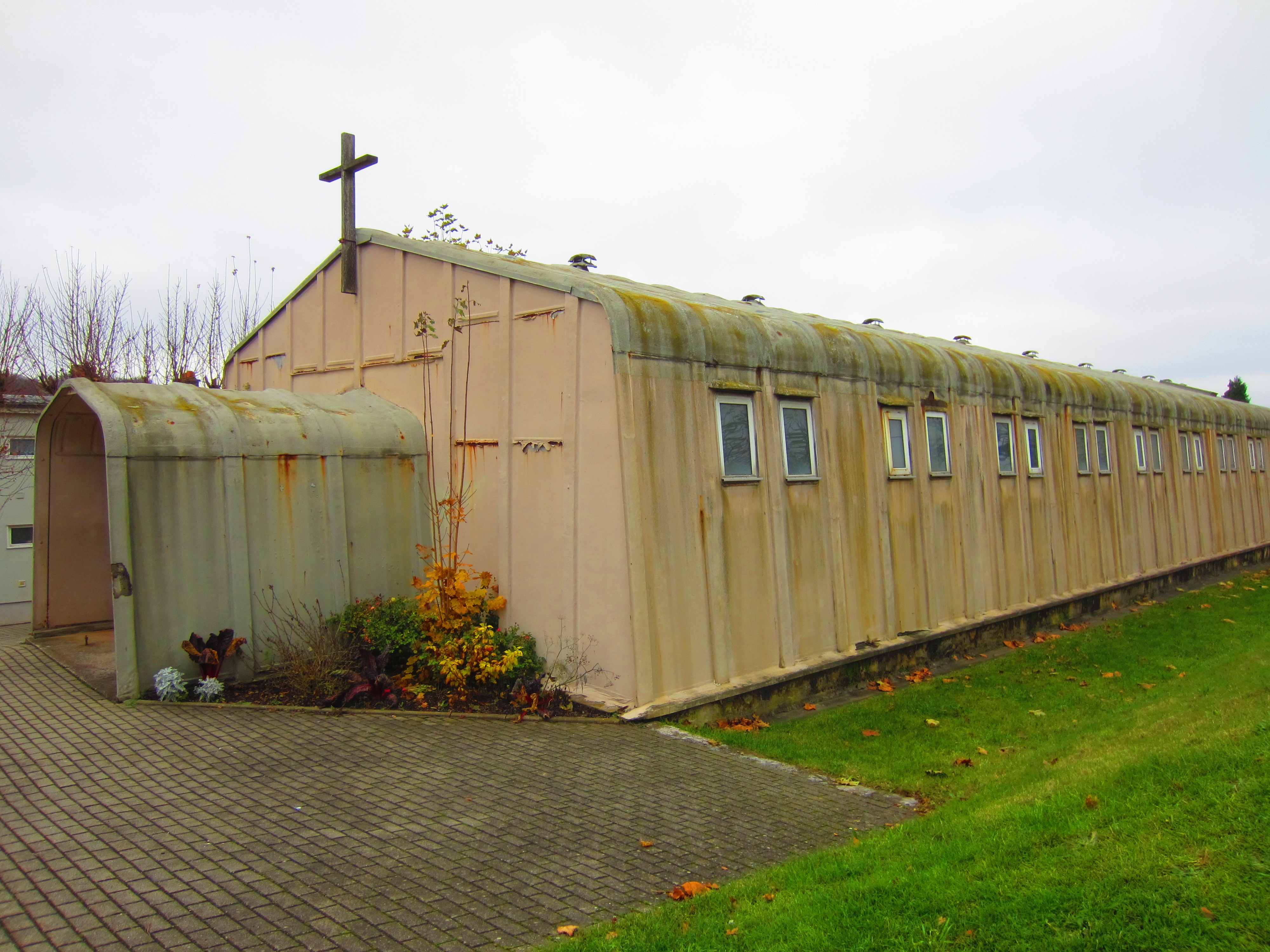
Часовня Сент-Барб в Сите-де Шен.
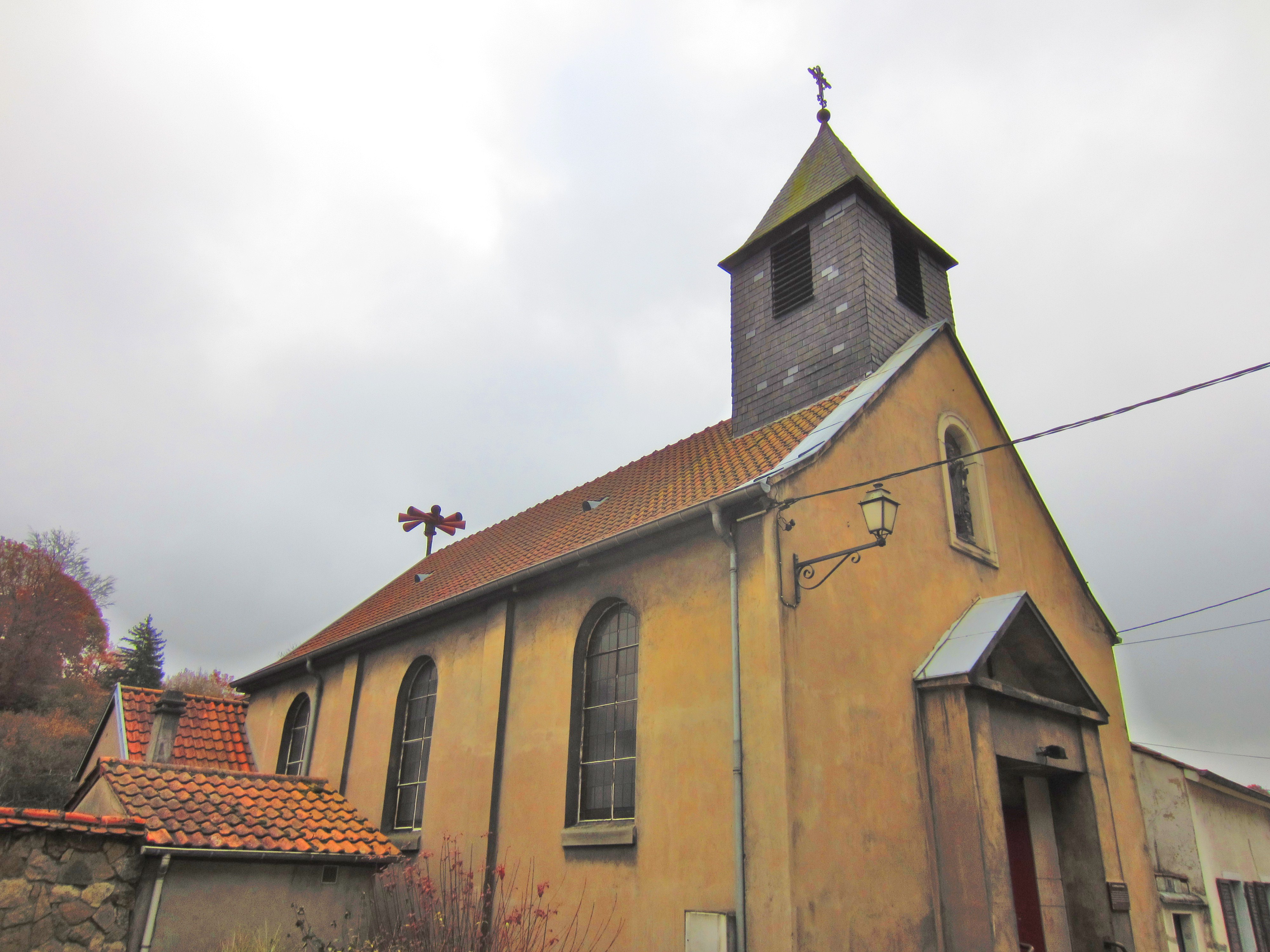
Часовня Сен-Николя, Нижний Омбур.
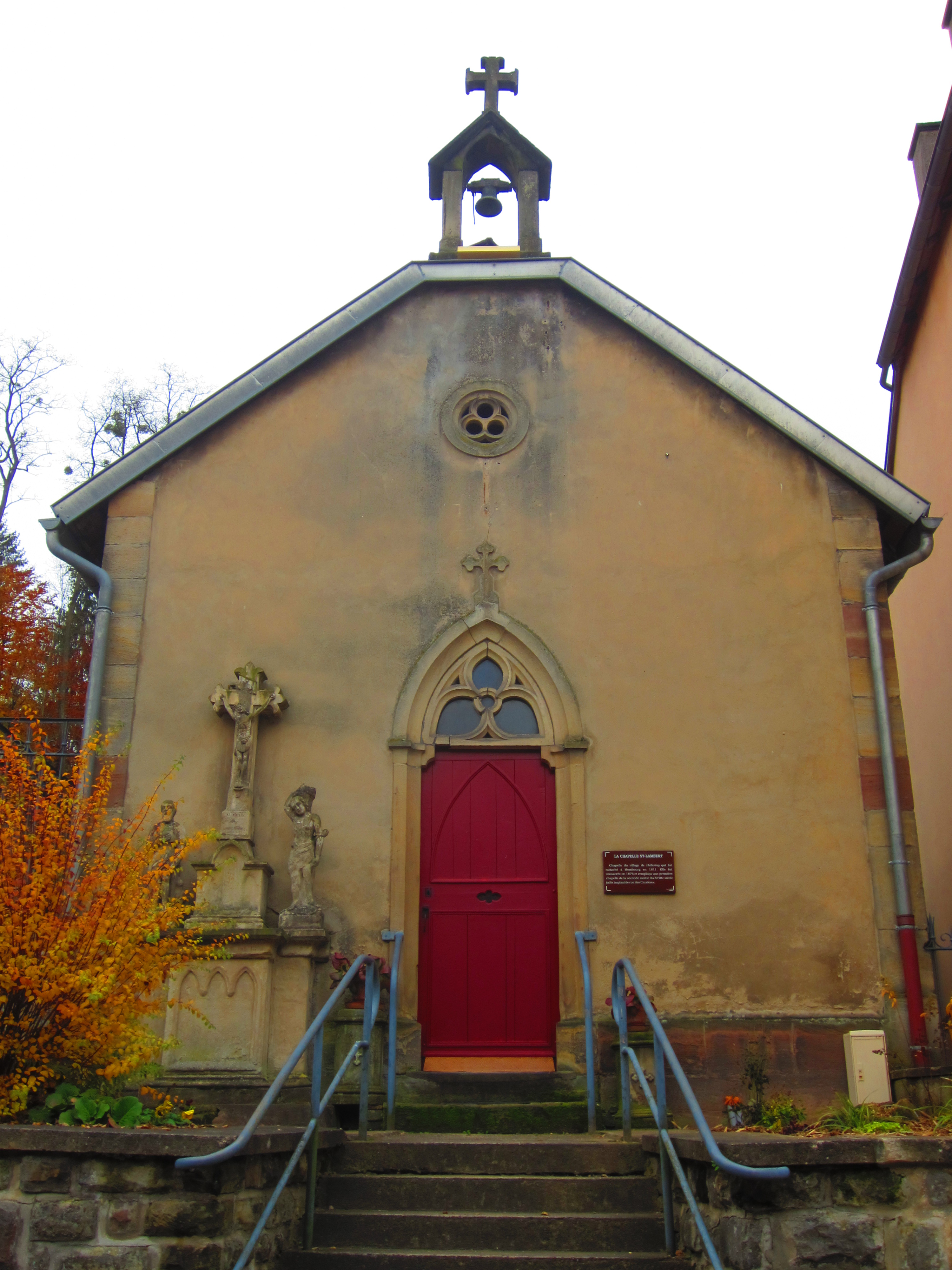
Часовня Сен-Ламбер в Эллерен.
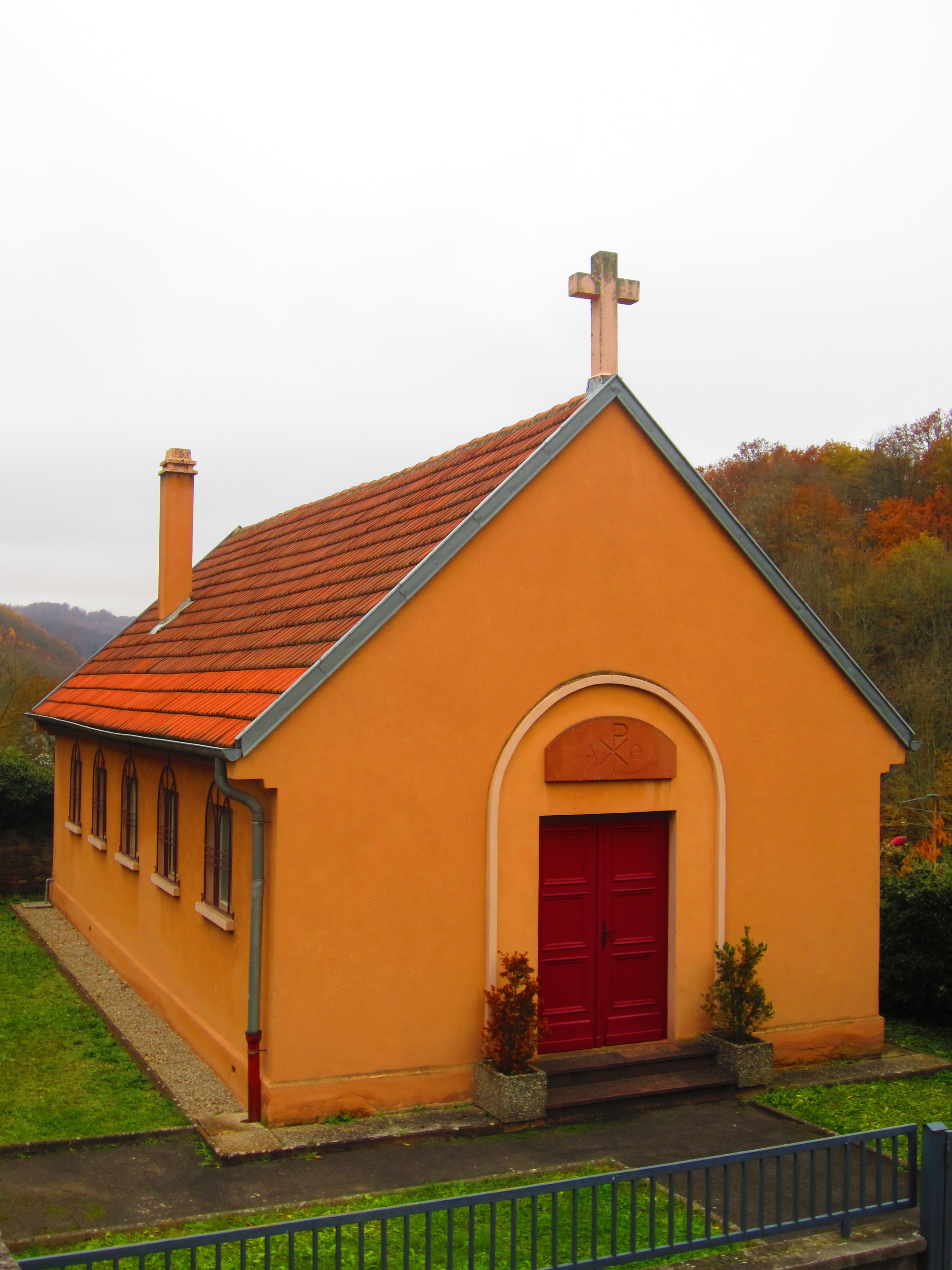
Лютеранская часовня.